# 2007 桜満開 Berryz工房ライブ 〜この感動は二度とない瞬間である!〜
『2007 桜満開 Berryz工房ライブ 〜この感動は二度とない瞬間である!〜』（にせんなな さくらまんかい ベリーズこうぼうライブ 〜このかんどうはにどとないしゅんかんである!〜）は、2007年4月1日にさいたまスーパーアリーナにて開催されたBerryz工房としては初となるアリーナでのライヴである。

## 概要
- 昼夜2公演が開催され初披露される未発表曲（昼公演は｢サクラハラクサ｣、夜公演は｢桜→入学式｣）のCDが入場者に配布された。
- さいたまスーパーアリーナで単独公演を行うアーティストとしては最年少記録を達成（平均年齢13.8歳、これまでの記録はハロー!プロジェクトの先輩であるモーニング娘。で平均16.3歳）。尚、同公演の一般チケットは発売日に即日完売した。
- このライヴ映像は2007年6月3日にTBSチャンネルにて各メンバーのインタビューを交え放送された。
- この公演をベースにしたコンサートがゴールデンウィークに愛知・大阪で『Berryz工房コンサート2007春 〜続・桜満開 ゴールデンウィーク編〜』と題し行われた。

## 日程
全会場1日2公演。
2007 桜満開 Berryz工房ライブ 〜この感動は二度とない瞬間である!〜
- 4月1日：埼玉・さいたまスーパーアリーナ

Berryz工房コンサート2007春 〜続・桜満開 ゴールデンウィーク編〜
- 5月4日：愛知・愛知厚生年金会館
- 5月6日：大阪・大阪厚生年金会館大ホール

## DVD
『2007 桜満開 Berryz工房ライブ 〜この感動は二度とない瞬間である!〜』 （2007年6月27日発売）
1. ジリリ キテル
2. スッペシャル ジェネレ〜ション
3. BERRY FIELDS
4. VERY BEAUTY
5. 笑っちゃおうよ BOYFRIEND
6. ハピネス〜幸福歓迎!〜
7. 桜→入学式
8. 日直〜芸能人の会話〜 （徳永千奈美･熊井友理奈）
9. 恋はひっぱりだこ （嗣永桃子）
10. 図書室待機 （清水佐紀･須藤茉麻･夏焼雅）
11. 愛する人の名前を日記に （菅谷梨沙子→全員）
12. 素肌ピチピチ
13. TODAY IS MY BIRTHDAY
14. ありがとう!おともだち。
15. あなたなしでは生きてゆけない
16. ファイティングポーズはダテじゃない!
17. ピリリと行こう!
18. あいたいけど…
19. 胸さわぎスカーレット
20. なんちゅう恋をやってるぅ YOU KNOW?
21. 友情 純情 oh 青春
22. ENCORE:恋の呪縛
23. ENCORE:Bye Bye またね

- 特典映像として昼公演で披露された「サクラハラクサ」、また特典音声としてオーディオコメンタリーが収録されている。